# Pobeda Plewen
Pobeda Plewen (bułg. СК Победа (Плевен)) – bułgarski klub piłkarski, mający siedzibę w mieście Plewen, w środkowej części kraju, działający w latach 1920–1944.

## Historia
Chronologia nazw:
- 1920: SK Pobeda Plewen (bułg. СК [Спортен клуб] Победа (Плевен))
- 1926: Pobeda 26 Plewen (bułg. СК Победа 26 (Плевен)) – po fuzji z Wit Plewen
- 1939: SP-39 Plewen (bułg. СП [Скобелев Победа] 39 (Плевен)) – po fuzji z Skobelew Plewen
- 1944: klub rozwiązano – po fuzji z Lewski Plewen, tworząc Generał Winarow Plewen

Klub sportowy Pobeda został założony w Plewenie w 1920 roku przez grupę byłych członków klubu Skobelew. W 1926 do klubu dołączył Wit Plewen, po czym nazwa została zmieniona na Pobeda 26.
Pierwsze mistrzostwa Bułgarskiego Związku Piłki Nożnej miały zostać rozegrane w 1924 roku, jednak ze względu na różnice między zespołami w półfinałach rozgrywki nie zostały zakończone, a zwycięzca nie został wyłoniony. Dopiero od 1925 są rozgrywane mistrzostwa systemem pucharowym, do których kwalifikowały się zwycięzcy regionalnych oddziałów. W 1931 roku jako zwycięzca Obwodu Sportowego Plewen zespół zakwalifikował się do turnieju finałowego, ale już w rundzie pierwszej przegrał 1:3 z Napredyk Ruse. W następnym sezonie 1932 ponownie zagrał w finałowej części mistrzostw, gdzie najpierw wygrał 3:1 z Czardafon Gabrowo, następnie w ćwierćfinale pokonał 3:2 Orel-Czegan 30 Wraca, ale w półfinale przegrał 1:4 z Szipczenskim Sokołem Warna.
Po roku przerwy zespół trzykrotnie grał w turnieju finałowym na szczeblu centralnym, ale dwa razy odpadł już w rundzie pierwszej, a w 1935 osiągnął ćwierćfinał.
W 1939 roku dochodzi do fuzji klubów Skobelew i Pobeda i zjednoczony klub przyjmuje nazwę SP-39 (Skobelew Pobeda 1939). 
W 1942 roku klub ponownie został mistrzem Plewenskiego Obwodu Sportowego. W mistrzostwach Bułgarii przegrał 0:1 z ŻSK Sofia już w pierwszej rundzie, a w rozgrywkach o Puchar Bułgarii dotarł do półfinału. W następnym roku ponownie nie udało się przejść pierwszą rundę, przegrywając 1:4, 0:3 z Sportist Sofia. W 1944 po raz trzeci z rzędu startował w turnieju finałowym mistrzostw. Zespół w rundzie pierwszej zgodnie z losowaniem był wolny od gier, a w 1/8 finału wygrał w dwumeczu 3:0, 2:3 z Etyrem Tyrnowo. Jednak mecz ćwierćfinałowy pomiędzy klubem, a Makedonija Skopje nie rozegrano wskutek chaosu jakie wywołało wkroczenie Armii Czerwonej do Bułgarii. Mistrzostw już nigdy nie dokończono.
Po 1944 roku nowy rząd Bułgarii podjął kilka kampanii na rzecz reorganizacji klubów sportowych w kraju, co doprowadziło do połączenia większości z nich i odpowiedniej zmiany nazw. Po fuzji klubów SP 39 i Lewski Plewen powstał Generał Winarow Plewen. W ten sposób na rozkaz ówczesnej nomenklatury partyjnej klub przestał istnieć.

## Barwy klubowe, strój, herb, hymn
|  |  |

Klub ma barwy czarno-białe.

## Sukcesy

### Trofea międzynarodowe
Do chwili obecnej klub jeszcze nigdy nie zakwalifikował się do rozgrywek europejskich.

### Trofea krajowe
| \| \| Zdobyte trofea w rozgrywkach Bułgarii (stan na: 31-05-2021) \| |                                                             |      |          |
| Rozgrywki                                                            | Osiągnięcie                                                 | Razy | Sezon(y) |
| · Mistrzostwo                                                        | I miejsce                                                   | 0    |          |
| · Mistrzostwo                                                        | II miejsce                                                  | 0    |          |
| · Mistrzostwo                                                        | III miejsce                                                 | 0    |          |
| · Mistrzostwo                                                        | półfinalista                                                | 1    | 1932     |
| Puchar                                                               | zdobywca                                                    | 0    |          |
| Puchar                                                               | finalista                                                   | 0    |          |
| Puchar                                                               | półfinalista                                                | 1    | 1942     |
| II liga                                                              | I miejsce                                                   | 0    |          |
| II liga                                                              | II miejsce                                                  |      |          |
| II liga                                                              | III miejsce                                                 | 0    |          |
| Bułgaria                                                             | Zdobyte trofea w rozgrywkach Bułgarii (stan na: 31-05-2021) |      |          |

- Gradsko pyrwenstwo na Plewen i Plewenskata sportna obłast:
  - mistrz (8): 1930/31, 1931/32, 1933/34, 1934/35, 1935/36, 1941/42, 1942/43, 1943/44

## Poszczególne sezony

### Rozgrywki międzynarodowe

#### Europejskie puchary
Nie uczestniczył w rozgrywkach europejskich.

### Rozgrywki krajowe
| \| Bułgaria \| Bilans występów klubu w rozgrywkach piłkarskich Bułgarii (Stan na 31 maja 2021 r.) \| \| |                                                                                       |        |       |   |   |   |    |    |     |                                 |        |        |      |
| Poziom                                                                                                  | Rozgrywki                                                                             | Sezony | Mecze | Z | R | P | B+ | B– | Pkt | Lata                            | Awanse | Spadki | Naj. |
| I | Dyrżawno pyrwenstwo / Nacionałna futbołna diwizija / Republikansko pyrwenstwo / A PFG | 8      |       |   |   |   |    |    |     | 1931–1932, 1934–1936, 1942–1944 | 0      | 8      | 1/2  |
| II | B RPG / Wtora PFG / Pyrwa PFL / B PFG / Wtora PFL                                     | 18     |       |   |   |   |    |    |     | 1926–1944                       | 8      | 0      | 1    |
| III | W PFG / Treta amatorska futbołna liga                                                 | 0      |       |   |   |   |    |    |     |                                 | 0      | 0      |      |
| IV | Obłastna futbołna grupa                                                               | 0      |       |   |   |   |    |    |     |                                 | 0      | 0      |      |
| | Puchar Bułgarii                                                                       | 2      |       |   |   |   |    |    |     | 1940, 1942                      | 0      | 0      | 1/2  |
| Bułgaria                                                                                                | Bilans występów klubu w rozgrywkach piłkarskich Bułgarii (Stan na 31 maja 2021 r.)    |        |       |   |   |   |    |    |     |                                 |        |        |      |

## Struktura klubu

### Stadion
Klub piłkarski rozgrywał swoje mecze domowe na boisku w parku Skobelew w Plewenie.

## Kibice i rywalizacja z innymi klubami

### Derby
- Biali Orli Plewen
- Botew-21 Plewen
- Lewski Plewen
- Skobelew Plewen
- Trud Plewen
- Wit Plewen
- ŻSK Plewen